# Ny Illustrerad Tidning
Se även: Illustrerad Tidning
Ny Illustrerad Tidning var en svensk veckotidning som gavs ut lördagar åren 1865–1900.
Tidningen hade en kulturell profil och många av landets mera framstående skriftställare och konstnärer var knutna till tidningen. Innehållet bestod av biografier, novelletter, poem, historiska och kulturskildringar, uppsatser om naturvetenskap, fornkunskap och litteraturhistoria, politiska översikter, teater-, musik- och litteraturrecensioner, musikstycken med mera. Tidningen satsade på illustrationer och en särskild xylografisk ateljé sattes upp. Den kom att få stor betydelse för bildens utveckling inom pressen.
I nummer 8 1881 originalpublicerades dikten "Tomten", författad av Viktor Rydberg och med illustrationer av Jenny Nyström.
Redaktörer var bland andra Harald Wieselgren (1866–1879), Ernst Beckman (1880–1883) och Olof Granberg (1886–1900).
En del texter och bilder som först publicerats i Ny Illustrerad Tidning, trycktes senare i bildverket Nordiska Taflor.
År 1900 gick tidningen upp i Ord och Bild.

## Fulltext
Tidskriften har digitaliserats genom projektet Digitalisering av det svenska trycket och alla årgångar är fritt tillgängliga online.
- Alvin: Ny illustrerad tidning.